# Featheroides typica
Featheroides typica är en spindelart som beskrevs av Peng X., Yin C., Kim 1994. Featheroides typica ingår i släktet Featheroides och familjen hoppspindlar. Inga underarter finns listade i Catalogue of Life.